# Yulia Starodubtseva
Yulia Starodubtseva ou Ioulia Staroduobtseva, en ukrainien : Юлія Володимирівна Стародубцева, née le 17 février 2000 à Kakhovka, est une joueuse de tennis ukrainienne, professionnelle depuis 2023.

## Carrière
Yulia Starodubtseva dispute quelques tournois en Ukraine et en Egypte entre 2016 et 2017 avant d'intégrer l'université américaine Old Dominion en Virginie qu'elle fréquente pendant cinq ans et en ressort diplômée en communication et management du sport. Elle s'entraîne dans le Comté de Westchester où elle réside. Après ses études, elle exerce un temps comme professeur de tennis afin de financer sa future saison.

### 2023:1erclassement WTA
Ce n'est qu'en 2023 qu'elle rejoint le circuit ITF. Elle s'adjuge à sa seconde participation le tournoi de Spring. Elle dispute cinq finales dans des tournois dotés de 60 000 $ et en remporte trois à Sumter, Dallas et Rancho Santa Fe. Ces performances lui permettent de finir la saison dans le top 200 alors qu'elle n'était pas classée en début d'année.

### 2024: entrée dans le top 100
Elle commence sa saison 2024 par l'Open d'Australie où elle s'extirpe des qualifications avant de céder au premier tour face à Ons Jabeur. Elle fait de même à Roland-Garros et à Wimbledon où elle passe cette fois-ci un tour. En septembre, elle est quart de finaliste à Monastir. Elle enchaîne avec le WTA 1000 de Pékin, son premier tableau final de WTA 1000 en carrière où, issue des qualifications, elle écarte successivement en deux sets Laura Siegemund (6-4, 7-6), Kateřina Siniaková (6-2, 6-2), Elina Avanesyan (6-3, 6-1) et surtout la 14e mondiale Anna Kalinskaya (7-5, 6-0) pour se qualifier pour les quarts de finale. Elle est stoppée logiquement par la numéro six mondiale Coco Gauff (6-2, 2-6, 2-6) à ce stade. Son beau parcours à Pékin lui permet d'intégrer le Top 100 à l'issue du tournoi.

## Parcours en Grand Chelem

### En simple dames
| Année | Open d'Australie | Open d'Australie | Internationaux de France | Internationaux de France | Wimbledon      | Wimbledon          | US Open         | US Open           |
| ----- | ---------------- | ---------------- | ------------------------ | ------------------------ | -------------- | ------------------ | --------------- | ----------------- |
| 2023  | —                | —                | —                        | —                        | —              | —                  | Q1              | Céline Naef       |
| 2024  | 1er tour (1/64)  | Ons Jabeur       | 1er tour (1/64)          | Cristina Bucșa           | 2e tour (1/32) | Lulu Sun           | 1er tour (1/64) | Victoria Azarenka |
| 2025  | 1er tour (1/64)  | Leylah Fernandez | 3e tour (1/16)           | Jasmine Paolini          | 2e tour (1/32) | Liudmila Samsonova |                 |                   |

N.B. : à droite du résultat se trouve le nom de l'ultime adversaire.

### En double dames
| 2025 | — | — | 2e tour (1/16) A. Dețiuc \|\| style="text-align:left;" \| T. Babos L. Stefani | 1er tour (1/32) N. Kichenok \|\| style="text-align:left;" \| Zhang S. E. Alexandrova |  |  |

N.B. : le nom de la partenaire se trouve sous le résultat ; les noms des ultimes adversaires se trouvent à droite.

## Parcours en WTA 1000
Les tournois WTA « Premier Mandatory » et « Premier 5 » (entre 2009 et 2020) et WTA 1000 (à partir de 2021) constituent les catégories d'épreuves les plus prestigieuses, après les quatre levées du Grand Chelem. 

De 2009 à 2023, les tournois Premier Mandatory (dits tournois WTA 1000 obligatoires entre 2021 et 2023) regroupent Indian Wells, Miami, Madrid et Pékin, les autres constituant les tournois Premier 5 (tournois WTA 1000 non-obligatoires). À partir de 2024, le nombre de tournois WTA 1000 passe à 10 par saison (fin de l’alternance Doha / Dubaï), ces derniers devenant tous obligatoires et offrant tous 1000 points à la vainqueure (contre 900 points précédemment pour les tournois Premier 5).

### En simple dames
| Année |       |              |       |        |                          |                           |            |                          |                             |                        |  |  |
| Doha  | Dubaï | Indian Wells | Miami | Madrid | Rome                     | Canada                    | Cincinnati | Pékin                    | Wuhan                       | Wuhan                  |  |  |
| Doha  | Dubaï | Indian Wells | Miami | Madrid | Rome                     | Canada                    | Cincinnati | Pékin                    | Wuhan                       | Wuhan                  |  |  |
| Doha  | Dubaï | Indian Wells | Miami | Madrid | Rome                     | Canada                    | Cincinnati | Pékin                    | Wuhan                       | Wuhan                  |  |  |
| 2024  |       |              |       |        |                          |                           |            |                          |                             | 1/4 de finale C. Gauff |  |  |
| 2025  |       |              |       |        | 1er tour (1/64) N. Osaka | 4e tour (1/8) M. Andreeva |            | 3e tour (1/16) C. Tauson | 1er tour (1/64) L. Jeanjean |                        |  |  |

Sous le résultat, l’ultime adversaire.
1. 1 2   Les tournois de Doha et Dubaï alternent le statut de tournoi WTA 1000 (ex Premier 5) entre 2009 et 2023 : les trois premières éditions ont lieu à Dubaï, les trois suivantes à Doha, puis Dubaï accueille le tournoi de cette catégorie les années impaires et Dubaï les années paires. De 2011 à 2023, la ville qui n’accueille pas de WTA 1000 organise à la place un tournoi WTA 500 (ex Premier).
2. 1 2 3 4 5 6   L’ordre de déroulement des tournois a évolué depuis 2009 : Rome se dispute avant Madrid et Cincinnati avant Montréal/Toronto jusqu’en 2010, tandis que Tokyo (2009-2013)-Wuhan (2014-2019, 2024-)-Guadalajara (2022-2023) ont lieu avant Pékin jusqu’en 2023.

## Classement WTA en fin de saison
| Année          | 2023 | 2024 |
| Rang en simple | 160  | 97   |
| Rang en double | 191  | 266  |

Source : (en) Classements de Yulia Starodubtseva sur le site officiel de la Fédération internationale de tennis